# Aeroporto de Viçosa
O Aeródromo de Viçosa (IATA: QVC, ICAO: SNVC) serve o município mineiro de Viçosa, em Minas Gerais. Situa-se nas coordenadas 20° 44' 41" S, 42° 50' 31" W, junto às cercanias da Universidade Federal de Viçosa, entre o centro da cidade e o distrito de São José do Triunfo, às margens da BR-120 e do Rio Turvo. O aeródromo de Viçosa não é dotado de instalações e facilidades para apoio das operações de embarque e desembarque de pessoas e cargas, portanto não é um aeroporto propriamente dito.
Possui cabeceiras 17/35. Ainda consta no ROTAER que sua pista tem comprimento de 900 metros de extensão e 30 metros de largura. Recentemente passou por uma reforma, dentro do Programa ProAero, e foi agraciado com consideráveis melhorias. O ProAero é um programa de adequação, ampliação e melhoria na malha aeroportuária do estado de Minas Gerais.  Há previsão de melhorias para o ano de 2015, consoante o secretário executivo do Ministério da Educação e ex-reitor da UFV, Luiz Cláudio Costa. As reformas são de caráter estrutural.
Foi anunciada a liberação de R$ 600 mil para as adequações, as quais incluirão melhorias para a operação de pequenas aeronaves no espaço ligado à Universidade, contemplando sinalização, balizamento, iluminação, abastecimento de aeronaves, que é um fator que tem limitado a capacidade de aeronaves menores, visto que precisam chegar com combustível suficiente para retornar com segurança, e outras modificações.
A realização das modificações e melhorias previstas estará a cargo de uma parceria com a Fundação Arthur Bernardes (Funarbe), interna à Universidade de Viçosa. De acordo com o secretário do MEC, o aeroporto é imprescindível ao desenvolvimento local e regional, ressaltando que, cada vez mais, ficará difícil organizar eventos e contar com a presença de pesquisadores e autoridades do Brasil e do exterior se não houver um aeroporto com condições mínimas de atendimento.
Utilização do aeródromo: